# Falconsat 1

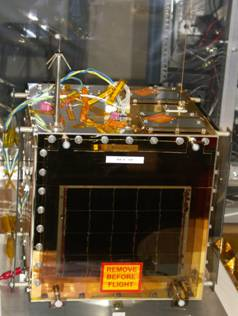
Falconsat 1

Falconsat 1 foi um satélite artificial estadunidense lançado em 27 de janeiro de 2000 por um foguete Minotaur I a partir da Base da Força Aérea de Vandenberg.

## Características
O Falconsat 1 foi um satélite pertencente ao programa Falcon da Força Aérea dos Estados Unidos de microssatélites para aplicações e testes de tecnologia. Levava a bordo  o experimento CHAWS (Charging Hazards and Wake Studies) e ainda que foi colocado em órbita com sucesso não foi possível colocá-lo completamente em operação, aparentemente devido a problemas com o sistema de energia, incapaz de carregar totalmente as baterias de bordo. As operações com o satélite cessaram depois de um mês após a entrada em órbita. O Falconsat 1 foi injetado em uma órbita inicial de 809 km de apogeu e 752 km de perigeu, com uma inclinação orbital de 100,2 graus e um período de 100,4 minutos.